# Rhynchopyga rubricincta
Rhynchopyga rubricincta là một loài bướm đêm thuộc phân họ Arctiinae, họ Erebidae.